# غوراندان (فين)
غوراندان (بالفارسية: گوراندان) هي قرية تقع في إيران في قسم فين الريفي. يقدر عدد سكانها بـ 78 نسمة بحسب إحصاء 2016.